# Sara Isakovič
Sara Isakovič (Bled, 9. lipnja 1988.) je slovenska plivačica.
Iako rođena u Bledu, većinu djetinjstva provela je u Dubaiju gdje joj otac radi kao pilot. Godine 2001. vraća se u Sloveniju i počinje trenirati u Radovljici u plivačkom klubu Žito Gorenjska. Trener joj je Miha Potočnik.
Na OI 2008. osvaja srebrnu medalju, za Sloveniju prvu u povijesti olimpijskog plivanja. Pliva sve discipline slobodnog stila od 50, 100, 200, 400 m i štafeti 4x200 m. Okušala se i u plivanju leptir stilom na 50, 100 i 200 m.
Početkom 2014. godine, vrativši se plivanju nakon 18 mjeseci, izjavila je da je zainteresirana plivati za Srbiju.

## Vanjske poveznice
|  | Zajednički poslužitelj ima još gradiva o temi Sara Isakovič |